# Bảo tàng Hải quân ở Gdynia
Bảo tàng Hải quân ở Gdynia (tiếng Ba Lan: Muzeum Marynarki Wojennej w Gdyni) là một bảo tàng được thành lập vào ngày 28 tháng 6 năm 1953 ở thành phố Gdynia, thuộc tỉnh Pomorskie, Ba Lan. Từ năm 2012, bảo tàng hoạt động tại tòa nhà ở số 1B phố Zawisza Czarny.

## Triển lãm
Bảo tàng chuyên sưu tập và triển lãm các hiện vật lịch sử có liên quan đến Hải quân Ba Lan, chẳng hạn như:
- Quân phục và trang thiết bị hải quân.[3]
- Những con tàu lịch sử.[4]
- Vũ khí hải quân được sử dụng trong thế kỷ 20.[5]